# S’ha escrit un pòdcast
S'ha escrit un podcast és un pòdcast produït per EL TERRAT (The Mediapro Studio) amb el suport del Departament de Cultura de la Generalitat de Catalunya i l'Institut Català de les Empreses Culturals.
Estrenat el 15 de febrer de 2023, és el primer pòdcast en català de la plataforma Podium Pòdcast. Dirigit i presentat per Tomàs Fuentes, Anna Casas i Pep Miràs ens narren al llarg de dotze capítols els casos més estranys de la història moderna amb una barreja de ficció, comèdia i true crime. Després de veure l'èxit de l'original en català, van estrenar la seva versió en castellà 'Se Ha Escrito Un Podcast'.
El 2023, va obtindre el Premi Sonor al Millor Podcast d'Entreteniment.

## Episodis
| Capítol | Títol                                 | Durada |
| ------- | ------------------------------------- | ------ |
| 1       | "El segrest de Pipo Rossi"            | 20:10  |
| 2       | "L'assassina sense carisma"           | 20:43  |
| 3       | "L'assassina que no ho era"           | 20:19  |
| 4       | "L'exhibicionista moralista"          | 20:08  |
| 5       | "La secta dels Oscuretti"             | 20:33  |
| 6       | "No sé de què va"                     | 20:08  |
| 7       | "L'estafadora de l'amor"              | 20:02  |
| 8       | "La desaparició d'en Wally"           | 20:53  |
| 9       | "S'Ha Escrit Un Podcast Morning Show" | 20:05  |
| 10      | "Assassinat a l'Àgora"                | 20:04  |
| 11      | "La nina decapitada"                  | 20:32  |
| 12      | "El que ningú s'atreveix a dir"       | 22:11  |